# Turza
Turza es una entidad de población española del municipio de Ezcaray, perteneciente a la comunidad autónoma de La Rioja.

## Historia
Hacia mediados del siglo XIX, el lugar ya pertenecía a Ezcaray. Aparece descrito en el decimoquinto volumen del Diccionario geográfico-estadístico-histórico de España y sus posesiones de Ultramar de Pascual Madoz con las siguientes palabras:

TURZA: ald. ó barrio con alc. p., dependiente de la v. de Ezcaray dist. una leg. en direccion E., en la prov. de Logroño, part. jud. de Sto. Domingo. sit. en un barranco con esposicion al E.; la combaten los vientos de N. y solano, y el clima muy frio, produce reumas y constipados. Tiene 12 casas, y una escuela de primeras letras á la cual concurren los niños de las dos ald. inmediatas de Bonicaparra y Espurgaña: los hab. se proveen de agua de varios manantiales que brotan en el térm. y aun en la misma ald. de muy buena calidad: la igl. aneja de la matriz de Ezcaray, está servida por un beneficiado de esta, y á ella concurren á oir misa las dos ald. arriba nombradas. Confina el térm. N. Paruengos; E. con el mismo; S. y O. con la jurisd. de Ezcaray: corre un arroyo llamado r. de Turza que va en direccion á Ezcaray: el terreno es de mediana calidad, aunque por lo general montuoso; se encuentran en él algunos prados de yerba comun: los caminos dirigen á Ezcaray y al valle de San Millan por Pazuengos. prod. un poco de trigo y bastante centeno; se cria ganado vacuno y lanar, y hay caza de perdices y otros animales dañinos. pobl., riqueza y contr.: con Ezcaray (V.).
(Madoz, 1849, p. 186)

## Demografía
En 2023, la entidad singular de población tenía empadronados cinco habitantes y el núcleo de población, los mismos.

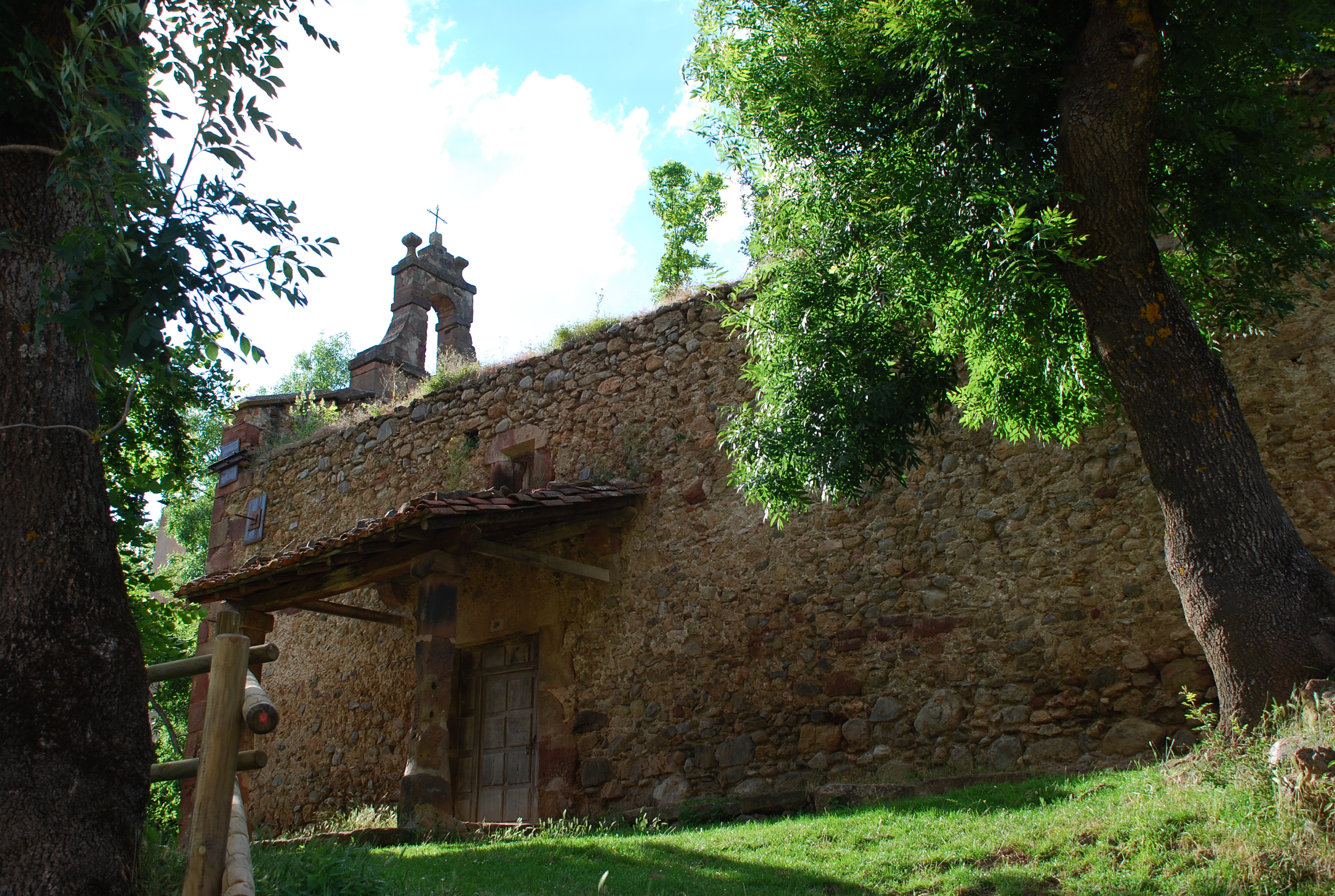
Ruinas de la iglesia.

| Gráfica de evolución demográfica de Turza entre 2000 y 2015                                      |
|                                                                                                  |
| Población de derecho (2000-2015) según los censos de población del INE a 1 de enero de cada año. |